# Andrewesius
Andrewesius is een geslacht van kevers uit de familie van de loopkevers (Carabidae). De wetenschappelijke naam van het geslacht is voor het eerst geldig gepubliceerd in 1939 door Andrewes.

## Soorten
Het geslacht Andrewesius omvat de volgende soorten:
- Andrewesius amicus Kryzhanovskij, 1995
- Andrewesius arlettae Morvan, 1998
- Andrewesius boulbeni Morvan, 1998
- Andrewesius cavazzutii Morvan, 1998
- Andrewesius coeruleatus Fairasaire, 1891
- Andrewesius delavayi Morvan, 1997
- Andrewesius fedorovi Kryzhanovskij, 1994
- Andrewesius glasaour Morvan, 1998
- Andrewesius ollivieri Morvan, 1997
- Andrewesius omeishanicus Kryzhanovskij, 1994
- Andrewesius pratti Bates, 1891
- Andrewesius remondi Morvan, 1997
- Andrewesius rougemonti Morvan, 1997
- Andrewesius subsericatus Fairmaire, 1886
- Andrewesius sycophanta Fairmaire, 1886
- Andrewesius szetschuanus Jedlicka, 1932
- Andrewesius troncatus (Morvan, 2004)
- Andrewesius vikara Andrewes, 1923
- Andrewesius vimmeri Jedlicka, 1932
- Andrewesius vulpinus Andrewes, 1923
- Andrewesius yunnanus Csiki, 1931
- Andrewesius zezeae Csiki, 1931